# Nicolaas Petrus van Wyk Louw
Nicholaas Petrus (N.P.) van Wyk Louw, född 11 juni 1906 i Sutherland, död 18 juni 1970, var en sydafrikansk diktare och kritiker. Han var från 1950 professor i afrikaans och afrikaansspråkig litteratur, från 1952 vid Universiteit van Amsterdam och från 1958 vid University of the Witwatersrand i Johannesburg. Louw räknades som sin generations ledande diktare på afrikaans. Han skrev lyrik, episk dikt och dramatiska monologer. Genom essäer och andra prosaskrifter lade han i dagen en djup förståelse av sydafrikanska kulturproblem. Han var medutgivare av den litterära tidskriften Standpunkte från 1945.